# Noël Calonne
Noël Calonne es un deportista francés que compitió en vela en la clase Star. Ganó una medalla de oro en el Campeonato Europeo de Star de 1961.

## Palmarés internacional
| Campeonato Europeo | Campeonato Europeo | Campeonato Europeo | Campeonato Europeo |
| Año                | Lugar              | Medalla            | Clase              |
| ------------------ | ------------------ | ------------------ | ------------------ |
| 1961               | Kiel (RFA)         | Medalla de oro     | Star               |